# Балтика — Ростов
"Пивзавод «Южная Заря 1974» (ранее — «Балтика — Ростов») — пивоваренный завод в городе Ростов-на-Дону, филиал ООО Пивоваренная компания «Балтика». Расположен по адресу: ул. Доватора, д. 146-А.

## История
Пивзавод «Южная Заря 1974» создан на базе завода «Новая Заря», который был построен в 1974 году и являлся государственным предприятием. Его начальная мощность составляла 7 млн 200 тысяч литров пива в год. На заводе в Ростове, как и на многих других пивоваренных заводах в СССР, производились общесоюзные / республиканские сорта пива: «Жигулёвское», «Рижское», «Московское», «Славянское», «Бархатное», «Ячменный колос», «Украинское», «Российское», «Мартовское», «Донское казачье», «Адмиралтейское», «Невское», «Светлое специальное», «Любительское», «Столовое».
В августе 1991 года завод был преобразован в арендное предприятие Ростовский пивоваренный завод «Донское пиво». В 1993 году предприятие было приватизировано и реорганизовано в открытое акционерное общество. С 1994 года начался выпуск собственных сортов — «Дебют», «Люкс», «То самое», «Сарматское», «Донское» и «Донское Оригинальное».
В 1993 начался спад объёмов производства по причине износа оборудования, конкуренции со стороны импорта и продукции других российских производителей. Выпуск пива к 1997 году упал в шесть раз до 1,2 млн. декалитров, а убытки составили 4,3 млрд руб.
К 1997 году компания «Балтика» приобрела контрольный пакет акций ОАО «Донское пиво» и начала активно восстанавливать предприятие и инвестировать средства в производство. В 1999 году предприятие сменило название на ОАО «Балтика-Дон». А позднее было переименовано в «Балтика-Ростов».
С 1998 года на заводе был реализован ряд инвестиционных проектов на сумму более 200 млн долларов США. Благодаря чему, уже в этом году выпуск пива вернулся на докризисный для завода уровень в 7,2 млн декалитров, а в 1999 году составил 15 млн декалитров. На 2019 год мощность завода составляет 5,6 млн гектолитров пива в год, площадь завода около 13 га. Установлены 2 линии по розливу пива в стеклянную бутылку, 1 линия по розливу в алюминиевую банку, 2 линии по розливу в ПЭТ и 1 линия по розливу в кеги.
"Пивзавод «Южная заря 1974» — одно из крупнейших бюджетообразующих предприятий Южного региона. С момента появления конкурса «Лучшее предприятие города Ростова-на-Дону» завод был дважды удостоен кубка «Лучшее предприятие пищевой промышленности». В 2001 году завод стал первым пищевым предприятием в Ростовской области, прошедшим сертификацию качества менеджмента на соответствие требованиям ГОСТ Р ИСО-9000.
3 декабря 2018 года директором назначен Сергей Демченко.

## Портфель брендов
На сегодняшний день завод «Южная заря 1974» производит более десятка различных сортов пива, среди которых популярные российские бренды: «Балтика» и «Арсенальное», «Невское», «Кулер», «Жигулёвское», региональные бренды «Дон», «Франц Клинка» и «Приазовское». География поставок продукции завода обширна — Южный федеральный округ, Северо-Кавказский федеральный округ, Армения, Молдавия, Украина и Туркменистан. Региональный бренд «Дон» является многократным победителем конкурса «Лучшие товары Дона» и «100 лучших товаров России».